# 阿曼委员会
阿曼委员会（阿拉伯语：مجلس عُـمان）是阿曼的国家咨询机构，实行两院制。阿曼委员会由阿曼苏丹任命的国家委员会和选举产生的阿曼协商会议组成，无常设机构。国家委员会和阿曼协商会议换届后的首次会议由苏丹本人主持。苏丹有权召集国家委员会和阿曼协商会议举行联席会议，讨论由苏丹提出的专门问题。